# Ischnura perparva
Ischnura perparva är en trollsländeart som först beskrevs av Selys 1876.  Ischnura perparva ingår i släktet Ischnura och familjen dammflicksländor. IUCN kategoriserar arten globalt som livskraftig. Inga underarter finns listade i Catalogue of Life.